# Museo Luis Alberto Solari
El Museo Luis Alberto Solari  es un museo municipal de Bellas Artes de la ciudad de Fray Bentos, capital de Río Negro, Uruguay. Creado por iniciativa del Intendente Mario Carminatti, se inauguró en 1989, en un homenaje en vida a Luis Alberto Solari cuya obra exhibe. Además del público general, es frecuentado por escolares, liceales y estudiantes de educación terciaria así como excursionistas, en su mayoría extranjeros, sobre todo europeos. Es preferido en la noche de los museos por sus actividades musicales con artistas en vivo.

## Historia del edificio
El edificio está ubicado en la calle Treinta y Tres Orientales, entre Avenida 18 de Julio y Avenida Rincón, sobre la Plaza Constitución, en una casa con galerías laterales y jardines, cuya arquitectura de inspiración greco romana, presenta un "alto pódium" al cual se accede por medio de escalones y cuatro columnas al frente.
En 1879 se formó la Sociedad Cosmopolita de Socorros Mutuos en un galpón de un saladero, a instancias del carpintero francés Carlos Trousseville, una asociación masónica que daba apoyo y sustento moral a los inmigrantes y fomentaba el desarrollo económico de Fray Bentos, entonces llamada Villa Independencia. En 1884 la sociedad compró el terreno para el edificio. En 1887 se aceptaron los planos del arquitecto L. Bottani de Gualeguaychú y comenzó la construcción.
El atrio principal está enmarcado por cuatro columnas corintias y presenta un piso damero en blanco y negro tal como otras construcciones masónicas. En la puerta de su entrada principal, están tallados a mano los símbolos masónicos que representaban a la sociedad: las espigas de trigo representan la frase "la unión hace la fuerza"; la inscripción "Un grano fui"; las manos dadas de la hermandad, una cruz y un ancla cruzadas como la escuadra y el compás masónicos bajo un corazón, representando la creencia en Dios, la inmigración por mar y la ayuda mutua. Simbolizan también las virtudes teologales: fe, esperanza y caridad.
Posteriormente fue sede del Cine Doré, en el que pasaban películas mudas "sonorizadas" con una orquesta en vivo dirigida por Serafín D'Agosto y a mediados del siglo XX pasó a ser utilizado para eventos sociales y fiestas de la Sociedad Recreativa La Armonía y la Juventud Unida. Allí también CV 153 Radio Rincón tenía sus oficinas y realizaba sus transmisiones y fonoplatea.
En 1985 la Intendencia Municipal de Río Negro compró y recicló el edificio por propuesta de  Mario Carminatti, intendente de la época, para restaurarlo y recuperarlo para el acervo histórico y cultural de la ciudad. La obra fue realizada por el arquitecto Omar Britos y el arquitecto César Barañano, instalándose una muestra retrospectiva del artista fraybentino Luis Alberto Solari. El museo fue inaugurado el 17 de agosto de 1989, asistiendo a la ceremonia el entonces Presidente de Uruguay Julio María Sanguinetti y la ministra de Educación y Cultura Adela Reta.

## Acervo del Museo
En la sala principal se exhiben permanentemente obras del artista al que debe su nombre y dos salas laterales destinadas a muestras de otros artistas nacionales e internacionales.
Su acervo se compone de obras de diferentes etapas que en forma permanente son renovadas y que abarcan dibujos, grabados, collages, acuarelas, óleos y acrílicos, así como técnicas mixtas.

## Muestras estables e itinerantes
Así se expresaba el artista:

"Soy místico mágico. Pienso que estaba escrito: Fray Bentos me esperaba."
Luis Alberto Solari en 1989.

La colección del maestro Luìs A. Solari se expone en la Sala Principal de forma permanente. En las dos salas laterales se realizan exposiciones itinerantes dedicadas a otros artistas plásticos uruguayos y extranjeros. La agenda anual programa exposiciones itinerantes cada 15 días en dos de las tres salas del museo habilitadas para tal fin.  
Para tener un espacio los artistas deben presentar un currículum y muestra de por lo menos dos obras. Las distintas embajadas e instituciones del medio también piden espacios para participar y se invita a artistas reconocidos nacional e internacionalmente para exponer.

## De interés para los visitantes
La entrada es libre. Cuenta con un servicio de guías y exhibición de videos con entrevistas a Solari y biblioteca en formación.

## Galería de fotos

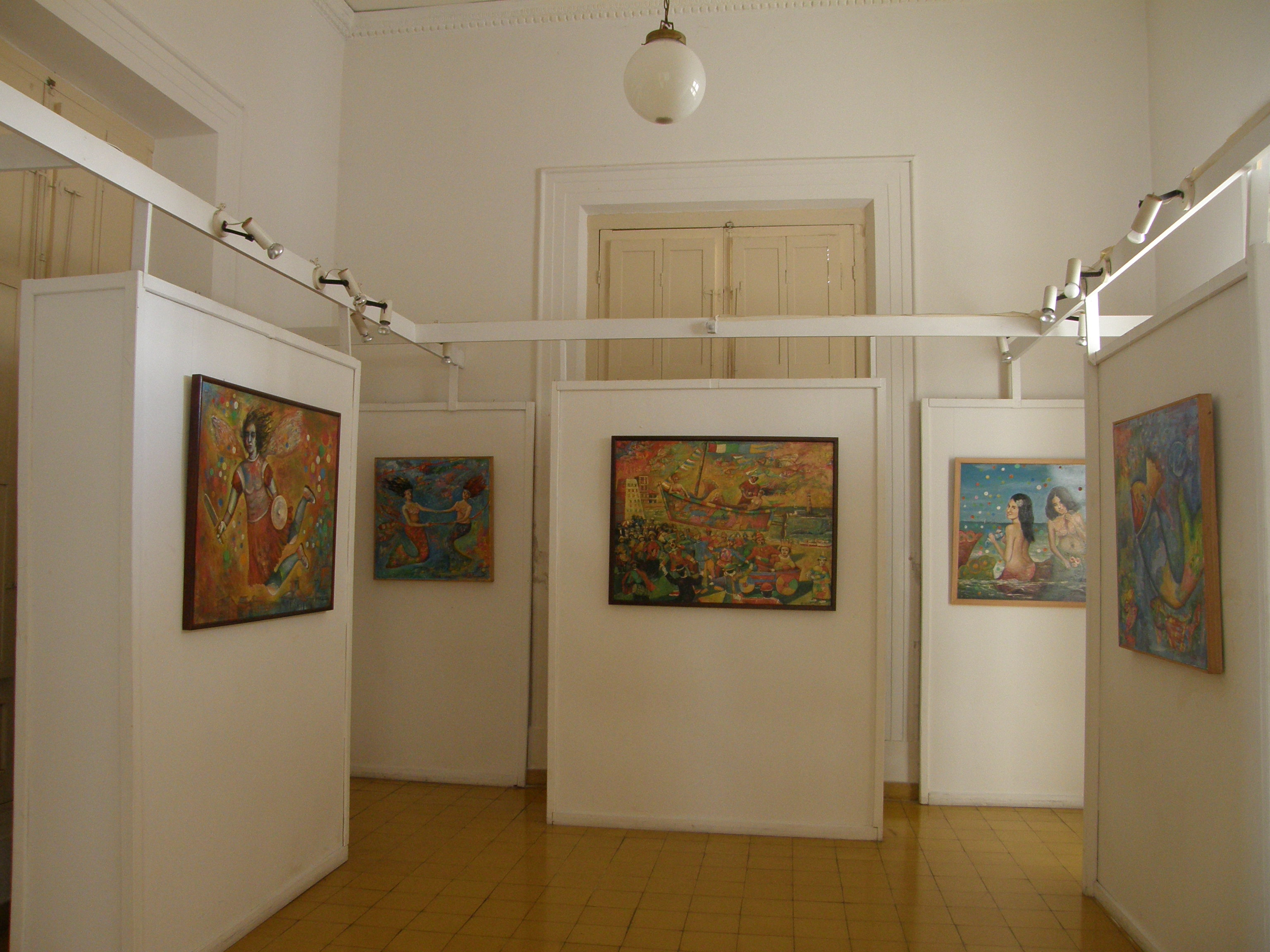
Sala con muestra itinerante del pintor Mario Sosa (junio 2013) en el Museo Solari de Fray Bentos
- Recorrido virtual por el patio e interior del museo: las salas de muestras itinerantes y la sala principal donde se exhiben obras de Solari, detalles de la construcción del edificio.